# Алгоритм Берлекэмпа — Рабина

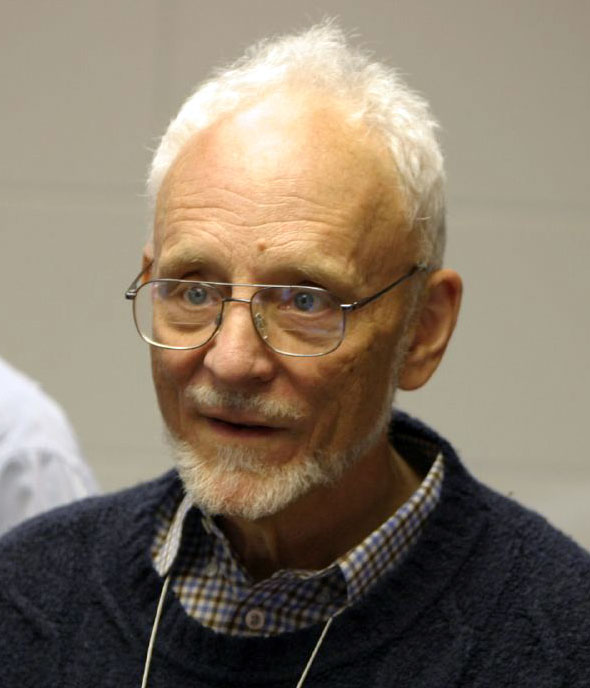
Элвин Берлекэмп

Алгоритм Берлекэмпа — Рабина (также метод Берлекэмпа) — вероятностный метод нахождения корней многочленов над полем {\displaystyle \mathbb {F} _{p}}с полиномиальной сложностью. Метод был описан американским математиком Элвином Берлекэмпом в 1970 году в качестве побочного к алгоритму факторизации многочленов над конечными полями и позже (в 1979 году) был доработан Михаэлем Рабином для случая произвольных конечных полей. Изначальная версия алгоритма, предложенная Берлекэмпом в 1967 году, не была полиномиальной. Опубликованная в 1970 году на основе результатов Цассенхауза версия алгоритма работала с большими значениями {\displaystyle p}, в ней заглавный метод использовался в качестве вспомогательного. На момент публикации метод был распространён в профессиональной среде, однако редко встречался в литературе.

## История

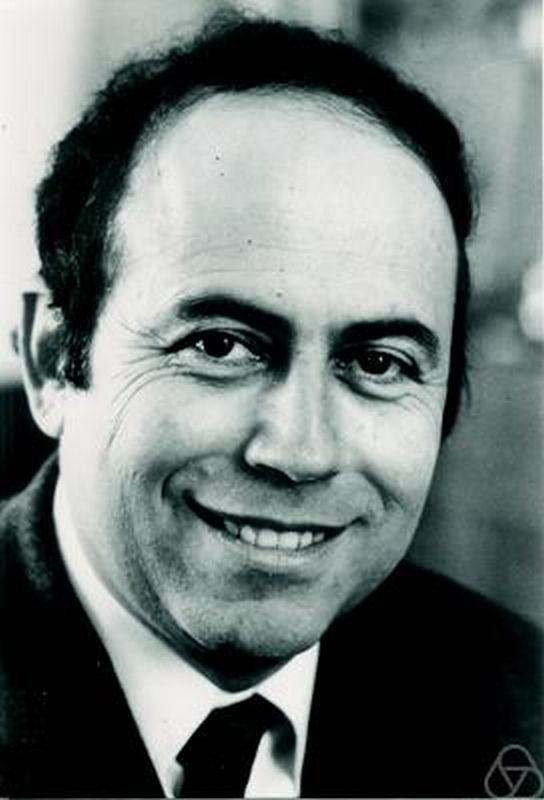
Михаэль Ошер Рабин

Метод был предложен Элвином Берлекэмпом в его работе по факторизации многочленов над конечными полями. В ней факторизация многочлена на неприводимые сомножители над полем {\displaystyle \mathbb {F} _{p^{k}}} сводится к нахождению корней некоторых других многочленов над полем {\displaystyle \mathbb {F} _{p}}. При этом в оригинальной работе отсутствовало доказательство корректности алгоритма. Алгоритм был доработан и обобщён на случай произвольных конечных полей Михаэлем Рабином. В 1986 году Рене Перальта описал похожий алгоритм, решающий задачу нахождения квадратного корня в поле {\displaystyle \mathbb {F} _{p}}, а в 2000 году метод Перальты был обобщён для решения кубических уравнений.
В алгоритме Берлекэмпа многочлен {\displaystyle f(x)=a_{0}+a_{1}x+\dots +a_{n}x^{n}} сперва представляется в виде произведения {\displaystyle f(x)=h_{1}(x)h_{2}(x)\dots h_{n}(x)}, где {\displaystyle h_{i}} — произведение {\displaystyle r_{i}} многочленов степени {\displaystyle i}. Затем факторизация каждого такого многочлена {\displaystyle h_{i}(x)} степени {\displaystyle ir_{i}} сводится к поиску корней нового многочлена {\displaystyle H(x)} степени {\displaystyle r_{i}}. В статье, вводящей алгоритм факторизации, было также предложено три метода для поиска корней многочлена в поле Галуа {\displaystyle \mathbb {F} _{p^{k}}}. Первые два сводят нахождение корней в поле {\displaystyle \mathbb {F} _{p^{k}}} к поиску корней в поле {\displaystyle \mathbb {F} _{p}}. Третий метод, являющийся предметом данной статьи, решает задачу поиска корней в поле Невозможно разобрать выражение (SVG (MathML можно включить с помощью плагина для браузера): Недопустимый ответ («Math extension cannot connect to Restbase.») от сервера «http://localhost:6011/ru.wikipedia.org/v1/»:): {\displaystyle \mathbb F_p}
, что вместе с двумя другими решает задачу факторизации.
Версия алгоритма факторизации, предложенная Берлекэмпом в его первой работе в 1967 г., работала за {\displaystyle O(n^{3}+prn)}, где {\displaystyle r} — количество неприводимых сомножителей многочлена. Таким образом, алгоритм являлся неполиномиальным и был непрактичным в случае, когда простое число {\displaystyle p} было достаточно большим. В 1969 г. эта проблема была решена Хансом Цассенхаузом, показавшим, как свести узкое место алгоритма к задаче поиска корней некоторого многочлена. В 1970 г. статья Берлекэмпа была переиздана уже с учётом решений Цассенхауза.
В 1980 г. Михаэль Рабин провёл строгий анализ алгоритма, обобщил его для работы с конечным полями вида {\displaystyle \mathbb {F} _{p^{k}}} и доказал, что вероятность ошибки одной итерации алгоритма не превосходит {\displaystyle 1/2}, а в 1981 г. Михаэль Бен-Ор усилил эту оценку до {\textstyle 1-1/2^{k-1}+O\left(1/{\sqrt {p}}\right)}, где {\displaystyle k} — количество различных корней многочлена {\displaystyle f(x)}. Вопрос существования полиномиального детерминированного алгоритма для нахождения корней многочлена над конечным полем остаётся открытым — основные алгоритмы факторизации многочленов, алгоритм Берлекэмпа и Алгоритм Кантора — Цассенхауза являются вероятностными. В 1981 году Поль Камьон показал, что такой алгоритм существует для любого наперёд заданного числа {\displaystyle p}, однако этот результат исключительно теоретический и вопрос о возможности построения описанных им множеств на практике остаётся открытым.
В первом издании второго тома «Искусства программирования» про получисленные алгоритмы Дональд Кнут пишет, что аналогичные процедуры факторизации были известны к 1960 г., однако редко встречались в открытом доступе. Один из первых опубликованных примеров использования метода можно обнаружить в работе Голомба, Велша и Хейлса от 1959 года о факторизации трёхчленов над {\displaystyle \mathbb {F} _{2}}, где рассматривался частный случай {\displaystyle p=2,z=1}.

## Алгоритм

### Постановка задачи
Пусть {\displaystyle p} — нечётное простое число. Рассмотрим многочлен {\textstyle f(x)=a_{0}+a_{1}x+\dots +a_{n}x^{n}} над полем {\displaystyle \mathbb {Z} _{p}} остатков по модулю {\displaystyle p}. Необходимо найти все числа {\displaystyle \lambda _{1},\dots ,\lambda _{k}} такие что {\textstyle f(\lambda _{i})\equiv 0{\pmod {p}}} для всех возможных {\displaystyle i}.

### Рандомизация
Пусть {\textstyle f(x)=(x-\lambda _{1})(x-\lambda _{2})\dots (x-\lambda _{n})}. Нахождение всех корней такого многочлена равносильно его разбиению на линейные множители. Чтобы найти такое разбиение, достаточно научиться разбивать многочлен на любые два множителя, а затем запускаться в них рекурсивно. Для этого вводится в рассмотрение многочлен {\textstyle f_{z}(x)=f(x-z)=(x-\lambda _{1}-z)(x-\lambda _{2}-z)\dots (x-\lambda _{n}-z)}, где {\displaystyle z} — случайное число из {\displaystyle \mathbb {Z} _{p}}. Если такой многочлен можно представить в виде произведения {\displaystyle f_{z}(x)=p_{0}(x)p_{1}(x)}, то в терминах исходного многочлена это значит, что {\displaystyle f(x)=p_{0}(x+z)p_{1}(x+z)}, что даёт разбиение на множители исходного многочлена {\displaystyle f(x)}.

### Классификация элементовFp{\displaystyle \mathbb {F} _{p}}
По критерию Эйлера для любого монома {\displaystyle (x-\lambda )} выполнено ровно одно из следующих свойств:
1. Одночлен равен {\displaystyle x}, если {\displaystyle \lambda =0},
2. Одночлен делит {\textstyle g_{0}(x)=(x^{(p-1)/2}-1)}, если {\displaystyle \lambda } — квадратичный вычет по модулю {\displaystyle p},
3. Одночлен делит {\textstyle g_{1}(x)=(x^{(p-1)/2}+1)}, если {\displaystyle \lambda } — квадратичный невычет по этому модулю.

Таким образом, если {\displaystyle f_{z}(x)} не делится на {\displaystyle x}, что можно проверить отдельно, то {\displaystyle f_{z}(x)} равно произведению наибольших общих делителей {\displaystyle \gcd(f_{z}(x);g_{0}(x))} и {\displaystyle \gcd(f_{z}(x);g_{1}(x))}.

### Метод Берлекэмпа
Написанное выше приводит к следующему алгоритму:
1. В явном виде вычисляются коэффициенты многочлена {\displaystyle f_{z}(x)=f(x-z)},
2. Вычисляются остатки от деления {\textstyle x,x^{2},x^{2^{2}},x^{2^{3}},x^{2^{4}},\dots ,x^{2^{\lfloor \log _{2}p\rfloor }}} на {\displaystyle f_{z}(x)} последовательным возведением в квадрат и взятием остатка от {\displaystyle f_{z}(x)},
3. Двоичным возведением в степень вычисляется остаток от деления {\textstyle x^{(p-1)/2}} на {\textstyle f_{z}(x)} с использованием посчитанных на прошлом шаге многочленов,
4. Если {\textstyle x^{(p-1)/2}\not \equiv \pm 1{\pmod {f_{z}(x)}}}, то указанные выше {\displaystyle \gcd } дают нетривиальное разбиение {\displaystyle f_{z}(x)} на множители,
5. В противном случае все корни {\displaystyle f_{z}(x)} являются вычетами или невычетами одновременно и стоит попробовать другое значения {\displaystyle z}.

Если {\displaystyle f(x)} также делится на некоторый многочлен {\displaystyle g(x)}, не имеющий корней в {\displaystyle \mathbb {Z} _{p}}, то при подсчёте {\displaystyle \gcd } с {\displaystyle g_{0}(x)} и {\displaystyle g_{1}(x)} будет получено разбиение бесквадратного многочлена {\displaystyle f_{z}(x)/g_{z}(x)} на нетривиальные сомножители, поэтому алгоритм позволяет найти все корни любых многочленов над {\displaystyle \mathbb {Z} _{p}}, а не только тех, которые разбиваются в произведение мономов.

### Извлечение квадратного корня
Пусть нужно решить сравнение {\textstyle x^{2}\equiv a{\pmod {p}}}, решениями которого являются элементы {\displaystyle \beta } и {\displaystyle -\beta } соответственно. Их нахождение эквивалентно факторизации многочлена {\textstyle f(x)=x^{2}-a=(x-\beta )(x+\beta )} над полем {\displaystyle \mathbb {Z} _{p}}. В таком частном случае задача упрощается, так как для решения достаточно посчитать только {\displaystyle \gcd(f_{z}(x);g_{0}(x))}. Для полученного многочлена будет верно ровно одно из утверждений:
1. НОД равен {\displaystyle 1}, из чего следует, что {\displaystyle z+\beta } и {\displaystyle z-\beta } являются квадратичными невычетами одновременно,
2. НОД равен {\displaystyle f_{z}(x)}, из чего следует, что оба числа являются квадратичными вычетами,
3. НОД равен одночлену {\displaystyle (x-t)}, из чего следует, что ровно одно число из двух является квадратичным вычетом.

В третьем случае полученный одночлен должен быть равен или {\displaystyle (x-z-\beta )}, или {\displaystyle (x-z+\beta )}. Это позволяет записать решение в виде {\textstyle \beta =(t-z){\pmod {p}}}.

#### Пример
Пусть нужно решить сравнение {\textstyle x^{2}\equiv 5{\pmod {11}}}. Для этого нужно факторизовать {\displaystyle f(x)=x^{2}-5=(x-\beta )(x+\beta )}. Рассмотрим возможные значения {\displaystyle z}:
1. Пусть {\displaystyle z=3}. Тогда {\displaystyle f_{z}(x)=(x-3)^{2}-5=x^{2}-6x+4}, откуда {\displaystyle \gcd(x^{2}-6x+4;x^{5}-1)=1}. Оба числа {\displaystyle 3\pm \beta } являются невычетами и нужно брать другое {\displaystyle z}.

1. Пусть {\displaystyle z=2}. Тогда {\displaystyle f_{z}(x)=(x-2)^{2}-5=x^{2}-4x-1}, откуда {\textstyle \gcd(x^{2}-4x-1;x^{5}-1)\equiv x-9{\pmod {11}}}. Отсюда {\textstyle x-9=x-2-\beta }, значит {\displaystyle \beta \equiv 7{\pmod {11}}} и {\textstyle -\beta \equiv -7\equiv 4{\pmod {11}}}.

Проверка показывает, что действительно {\textstyle 7^{2}\equiv 49\equiv 5{\pmod {11}}} и {\textstyle 4^{2}\equiv 16\equiv 5{\pmod {11}}}.

## Обоснование метода
Алгоритм находит разбиение {\displaystyle f_{z}(x)} на нетривиальные множители во всех случаях, за исключением тех, в которых все числа {\displaystyle z+\lambda _{1},z+\lambda _{2},\dots ,z+\lambda _{n}} являются вычетами или невычетами одновременно. Согласно теории циклотомии, вероятность такого события для случая, когда {\displaystyle \lambda _{1},\dots ,\lambda _{n}} сами одновременно являются вычетами или невычетами одновременно (то есть, когда {\displaystyle z=0} не подходит для нашей процедуры), можно оценить как {\displaystyle 1/2^{k-1}}, где {\displaystyle k} — количество различных чисел среди {\displaystyle \lambda _{1},\dots ,\lambda _{n}}. Таким образом, вероятность ошибки алгоритма не превосходит {\displaystyle 1/2}.

## Применение к факторизации многочленов
Из теории конечных полей известно, что если степень неприводимого многочлена {\displaystyle q(x)} равна {\displaystyle d}, то такой многочлен является делителем {\displaystyle x^{p^{d}}-x} и не является делителем {\displaystyle x^{p^{t}}-x} для {\displaystyle t<d}.
Таким образом, последовательно рассматривая многочлены {\displaystyle h_{i}(x)=\gcd(f_{i}(x),x^{p^{i}}-1)} где {\displaystyle f_{1}(x)=f(x)} и {\displaystyle f_{i}(x)=f_{i-1}(x)/h_{i-1}(x)} для {\displaystyle i>1}, можно разбить многочлен {\displaystyle f(x)} на множители вида {\displaystyle f(x)=h_{1}(x)\dots h_{n}(x)}, где {\displaystyle h_{i}(x)} — это произведение всех неприводимых многочленов степени {\displaystyle i}, которые делят многочлен {\displaystyle f(x)}. Зная степень {\displaystyle h_{i}(x)}, можно определить количество таких многочленов, равное {\displaystyle r_{i}=\deg h_{i}(x)/i}. Пусть {\displaystyle h_{i}(x)=p_{1}(x)\dots p_{r_{i}}(x)}. Если рассмотреть многочлен {\displaystyle p_{j}(x-z)}, где {\textstyle z\in \mathbb {F} _{p}}, то порядок такого многочлена {\displaystyle d_{j}} в поле {\textstyle \mathbb {F} _{p^{i}}} должен делить число {\displaystyle p^{i}-1}. Если {\displaystyle d_{j}} не делится на {\displaystyle d_{k}}, то многочлен {\textstyle x^{d_{j}}-x} делится на {\textstyle p_{j}(x-z)}, но не на {\textstyle p_{k}(x-z)}.
Исходя из этого Цассенхауз предложил искать делители многочлена {\displaystyle h_{i}(x-z)} в виде {\textstyle \gcd(h_{i}(x-z),x^{f}-1)}, где {\displaystyle f} — некоторый достаточно большой делитель {\displaystyle p^{i}-1}, например, {\textstyle f={\frac {p^{i}-1}{2}}}. В частном случае {\displaystyle i=1} получается в точности метод Берлекэмпа как он описан выше.

## Время работы
Поэтапно время работы одной итерации алгоритма можно оценить следующим образом, считая степень многочлена равной {\displaystyle n}:
1. Учитывая, что {\textstyle (x-z)^{k}=\sum \limits _{i=0}^{k}{\binom {k}{i}}(-z)^{k-i}x^{i}} по формуле бинома Ньютона, переход от {\displaystyle f(x)} к {\displaystyle f(x-z)} делается за {\displaystyle O(n^{2})},
2. Произведение многочленов и взятие остатка от одного многочлена по модулю другого делается за {\textstyle O(n^{2})}, поэтому вычисление {\textstyle x^{2^{k}}{\bmod {f}}_{z}(x)} делается за {\textstyle O(n^{2}\log p)},
3. Аналогично предыдущему пункту, двоичное возведение в степень делается за {\displaystyle O(n^{2}\log p)},
4. Взятие {\displaystyle \gcd } от двух многочленов по алгоритму Евклида делается за {\displaystyle O(n^{2})}.

Таким образом, одна итерация алгоритма может быть произведена за {\displaystyle O(n^{2}\log p)} арифметических операций с элементами {\displaystyle \mathbb {F} _{p}}, а нахождение всех корней многочлена требует в среднем {\displaystyle O(n^{2}\log n\log p)}. В частном случае извлечения квадратного корня величина {\displaystyle n} равна двум, поэтому время работы оценивается как {\displaystyle O(\log p)} на одну итерацию алгоритма.